# Ratched (phim truyền hình)
Ratched (tựa việt: Y Tá Ratched) là một bộ phim truyền hình chiếu mạng tâm lý kinh dị của Mỹ kể về một nhân vật cùng tên trong cuốn tiểu thuyết "Bay Trên Tổ Chim Cúc Cu" của tác giả Ken Kesey ra mắt năm 1962. Bộ phim được sản xuất bởi Evan Romansky và phát triển bởi Ryan Murphy, với sự tham gia của ngôi sao Sarah Paulson với vai diễn là nhân vật tiêu đề chính và đây cũng là phần tiền truyện của cuốn tiểu thuyết. Bộ phim được công chiếu trên Netflix vào ngày 18 tháng 9 năm 2020.

## Cốt truyện
Ratched kể về nguồn gốc của một nữ y tá làm việc tại một bệnh viện tâm thần, Mildred Ratched. Năm 1947, Mildred chuyển đến Bắc California để tìm việc tại một bệnh viện tâm thần hàng đầu, nơi diễn ra những dự án thí nghiệm kì lạ và đáng lo ngại, được thực hiện trên chính tâm trí của con người. Trong một sứ mệnh bí mật, Mildred luôn tự thể hiện rằng mình là một hình ảnh hoàn hảo cho những gì mà người y tá cần có, nhưng khi cô đã hoàn thành mục đích thâm nhập vào hệ thống chăm sóc sức khỏe tâm thần của bệnh viện, một con người khác trong tâm trí của Mildred đã xuất hiện, một con người tràn đầy bóng tối đang gào thét ầm ỉ bên trong người cô. Cô bắt đầu thực hiện những kế hoạch xấu xa và không kém phần tàn độc.

## Diễn viên

### Nhân vật chính
Sarah Paulson vai Y tá Mildred Ratched
Finn Wittrock  vai Edmund Tolleson
Cynthia Nixon vai Gwendolyn Briggs
Jon Jon Briones vai Tiến sĩ Richard Hanover
Charlie Carver vai Huck Finnigan
Judy Davis vai Besty Bucket
Sharon Stone vai Lenore Osgood

### Nhân vật định kỳ
Corey Stoll vai Charles Wainwright
Vincent D'Onofrio vai Thống đốc George Willburn
Alice Englert vai Y tá Dolly
Amanda Plummer vai Louise
Jermaine Williams vai Harold
Annie Starke vai Lily Cartwright
Brandon Flynn vai Henry Osgood
Michael Benjamin Washington vai Trevor Briggs
Sophie Okonedo vai Charlotte Wells

### Nhân vật khách mời
Hunter Parrish vai Cha Andrews
Robert Curtis Brown vai Đức ông Sullivan
David Wells vai Cha Murphy
Emily Mest vai Y tá Amelia Emerson
Daniel Di Tomasso vai Dario Salvatore
Harriet Sansom Harris vai Ingrid
Liz Femi vai Leona
Joseph Marcell vai Len Bronley
Ben Crowley vai Reggie Hampson
Rosanna Arquette vai Annie
Kerry Knuppe vai Doris Mayfair
Benjamin Rigby vai Case Hitchen

## Tập phim
| Số thứ tự | Tiêu đề phim               | Đạo diễn          | Biên kịch                                   | Ngày ra mắt              | Mã sản xuất |
| --- | -------------------------- | ----------------- | ------------------------------------------- | ------------------------ | ----------- |
| 1 | "Pilot"                    | Ryan Murphy       | Evan Romansky                               | Ngày 18 tháng 9 năm 2020 | 1MBD01      |
| Năm 1947, Edmund Tolleson sát hại bốn linh mục, một trong bốn người đó được hắn xác nhận là cha của hắn. Sáu tháng sau, hắn bị bắt và kết án 120 ngày tại Bệnh viện Bang Lucia, một bệnh viện tâm thần ở Bắc California, Mildred Ratched đánh cắp vị trí của một y tá trong bệnh viện thông qua việc tống tiền. Trong khi Thống đốc George Willburn đến thăm bệnh viện để xin tài trợ, Ratched đã gây ra một tình huống nguy hiểm khi cho một bệnh nhân già uống thuốc giảm huyết áp. Khi bệnh nhân bị sốc tim, Ratched đã cứu ông ta nhằm gây thiện cảm trước báo giới và Thống đốc. Sau đó, cô ấy kích động Salvatore, một bệnh nhân bị bỏ rơi, tự tử trong văn phòng của bác sĩ Hanover. Ratched đảm bảo với Tiến sĩ Hanover về việc che giấu sự việc, lấy được lòng tin của ông. Khi Edmund đến bệnh viện, anh và Ratch ôm nhau. |                            |                   |                                             |                          |             |
| 3 | "Angel of Mercy"           | Nelson Cragg      | Ian Brennan                                 | Ngày 18 tháng 9 năm 2020 | TBA         |
| 4 | "Angel of Mercy: Part Two" | Michael Uppendahl | Evan Romansky                               | Ngày 18 tháng 9 năm 2020 | TBA         |
| 5 | "The Dance"                | Michael Uppendahl | Ian Brennan                                 | Ngày 18 tháng 9 năm 2020 | TBA         |
| 6 | "Got No Strings"           | Jessica Yu        | Jennifer Salt và Ian Brennan                | Ngày 18 tháng 9 năm 2020 | TBA         |
| 7 | "The Bucket List"          | Jennifer Lynch    | Ian Brennan                                 | Ngày 18 tháng 9 năm 2020 | TBA         |
| 8 | "Mildred and Edmund"       | Daniel Minahan    | Ian Brennan, Evan Romansky và Jennifer Salt | Ngày 18 tháng 9 năm 2020 | TBA         |

## Sản xuất

### Phát triển
Vào ngày 6 tháng 9 năm 2017, thông báo rằng Netflix đã tiến hành sản xuất một loạt phim có hai mùa bao gồm mỗi mùa chín tập được xác nhận. Netflix được cho là đã thắng trong cuộc chiến giành bản quyền sản xuất bộ phim với Hulu và Apple, những công ty cũng quan tâm đến việc phát triển dự án này. Bộ phim được tạo ra bởi Evan Romansky, cũng là người đã viết cốt truyện cho bộ phim. Kịch bản của anh cuối cùng đã được nhận bởi nhà sản xuất truyền hình Ryan Murphy, người sau đó đã dành một năm để đảm bảo quyền cho nhân vật Y tá Ratch (do Sarah Paulson thủ vai) cùng với sự tham gia của nhà sản xuất Saul Zaentz và Michael Douglas, người sở hữu bản quyền truyền hình của tiểu thuyết “Bay Trên Tổ Chim Cúc Cu”. Murphy dự kiến sẽ chỉ đạo kịch bản và điều hành sản xuất cùng với Douglas, Aleen Keshishian, Margaret Riley và Jacob Epstein. Các công ty sản xuất liên quan đến loạt phim này bao gồm Fox 21 Television Studios, The Saul Zaentz Company và Ryan Murphy Productions. Mac Quayle, người thường xuyên hợp tác với Murphy, sẽ soạn nhạc cho bộ phim.

### Vai diễn
Cùng với thông báo sản xuất và phát hành bộ phim, nhà sản xuất cũng đã đồng thời xác nhận rằng nữ diễn viên Sarah Paulson đã được chọn vào vai chính, Y tá Ratched. Vào ngày 11 tháng 12 năm 2018, thông tin Finn Wittrock và Jon Jon Briones tham gia dàn diễn viên của loạt phim đã được xác nhận. Ngày 14 tháng 1 năm 2019, thông báo rằng Charlie Carver, Judy Davis, Harriet Harris, Cynthia Nixon, Hunter Parrish, Amanda Plummer, Corey Stoll và Sharon Stone đã được chọn tham gia loạt phim đã được tiếp tục xác nhận. Tháng 2 năm 2019, có thông tin cho rằng Rosanna Arquette, Vincent D'Onofrio, Don Cheadle, Alice Englert, Annie Starke và Stan Van Winkle đã được chọn vào các vai định kỳ. Vào ngày 29 tháng 7 năm 2020, có thông tin cho rằng Sophie Okonedo, Liz Femi và Brandon Flynn được chọn vào các vai định kỳ.

### Quay phim
Quá trình quay mùa đầu tiên diễn ra vào đầu năm 2019 tại Los Angeles.

## Công chiếu
Bộ phim được công chiếu trên Netflix vào ngày 18 tháng 9 năm 2020. Đoạn quảng cáo phim chính thức của “Ratched” được phát hành vào ngày 4 tháng 8 năm 2020.

## Tiếp nhận
Đối với bộ phim, trang tổng hợp phê bình phim Rotten Tomatoes đã thu nhận 60 bài phê bình và xác định 60% trong số đó là tích cực, với điểm đánh giá trung bình là 6,42/10. Sự đồng thuận của các nhà phê bình trên trang web cho biết, "Không thể phủ nhận "Ratched" có phong cách thời trang đặc sắc, nhưng những lỗ hổng trong cốt truyện rất nghiêm trọng và các đặc điểm biếm họa của bộ phim đã làm tệ đi quá trình sản xuất hoàn hảo và những màn trình diễn đầy tận tâm của bộ phim”. Metacritic đã đánh giá cho bộ phim với số điểm trung bình là 51/100 dựa trên các bài đánh giá từ 25 nhà phê bình, và cho biết rằng đây là "các bài đánh giá hỗn hợp hoặc trung bình”.
Trong một bài đánh giá 5/5 sao, của Nicholas Barber từ BBC.com đã viết, ”Ratched” có được mọi thứ, từ thiết kế đầy màu sắc nghệ thuật, phần âm nhạc giống như Bernard Herrmann cho đến cốt truyện phim truyền hình noir-ish đẫm chất tình dục và bạo lực. Nhưng nó không phải là thứ thuần túy. Các kịch bản tuyệt vời của Evan Romansky giúp kiểm soát chặt chẽ các nhân vật và những câu chuyện đan xen của họ, và có một số mô tả chính xác đến rùng mình về phương pháp điều trị tâm thần tàn bạo vào những năm 1940. Các nhân vật đều là một đám đông nhân vật phản diện, không ai có thể được xếp vào hàng anh hùng, nhân vật chính diện, vì tất cả họ đều dễ bị tổn thương, và hầu hết họ được thúc đẩy bởi tình yêu - ngay cả khi tình yêu đó thôi thúc họ thuê một sát thủ để chặt đầu kẻ thù cũ. Alexandra Pollard của tờ Independent, người đã đánh giá nó 4/5 sao, nhận thấy rằng đây là một câu chuyện về nguồn gốc "đáng suy nghĩ, chu đáo và hấp dẫn".
Darren Franich của tờ soạn Entertainment Weekly đã cho loạt phim điểm C- và mô tả trang phục của loạt phim là "Đẹp, nhưng họ như đang mặc một bộ xác chết." Đánh giá loạt phim từ The Hollywood Reporter, Inkoo Kang viết rằng, "Đây là các màn trình diễn tuyệt vời trên toàn thế giới, nhưng Cynthia Nixon – người thủ vai người yêu của Mildred - thể hiện sự yếu đuối, gợi cảm và đoan trang đến mức cuối cùng đến lượt cô ấy có cảm giác như nó thuộc về một tác phẩm hay hơn nhiều. TVLine viết rằng loạt phim "có thể là bộ phim của Ryan Murphy mà anh nỗ lực nhất nhưng lại trống rỗng nhất", và cho nó điểm D.